# Connarus portosegurensis
Connarus portosegurensis é uma espécie  de planta com flor pertencente à família Connaraceae.
A autoridade científica da espécie é Forero, tendo sido publicada em Brittonia 32(1): 36–38, f. 3. 1980.

## Brasil
Esta espécie  é nativa e endémica do Brasil, podendo ser encontrada na Região Nordeste. Em termos fitogeográficos pode ser encontrada no domínio da Mata Atlântica.
Não ocorrem táxons infra-específicos no Brasil.